# Andrzej Węglarz
Andrzej Jerzy Węglarz (ur. 12 kwietnia 1959 w Jaworznie) – polski samorządowiec, od 1990 do 1998 prezydent Jaworzna.

## Życiorys
Z wykształcenia prawnik. W 1990 rada miasta powołała go na urząd prezydenta Jaworzna, reelekcję na to stanowisko uzyskał w 1994. Funkcję tę pełnił do 1998.
Pozostał jednocześnie radnym miejskim, uzyskując mandaty w kolejnych wyborach samorządowych w 2002 (z listy SLD-UP z rekomendacji Unii Wolności) i w 2006 (z listy Platformy Obywatelskiej).
Zatrudniony później w Miejskim Przedsiębiorstwie Wodociągów i Kanalizacji w Jaworznie na stanowisku dyrektora. W 2014 powrócił do rady miasta z ramienia lokalnego komitetu Jaworzno Moje Miasto.